# Espai de mesura
Un  espai de mesura  és un conjunt per al qual s'ha definit una σ-àlgebra de conjunts mesurables i una funció mesura concreta que assigna un valor real o mesura a cada element de la σ-àlgebra. Un exemple important d'espai de mesura és l'espai de probabilitat.
Un espai mesurable consisteix en els dos primers components sense una mesura específica.

## Definició
Un espai de mesura és un triplet {\displaystyle (X,{\mathcal {A}},\mu ),} on
- {\displaystyle X} és un conjunt
- {\displaystyle {\mathcal {A}}} és una σ-algebra en el conjunt {\displaystyle X}
- {\displaystyle \mu } és una mesura en {\displaystyle (X,{\mathcal {A}})}

En altres paraules, un espai de mesura consisteix en un espai mesurable {\displaystyle (X,{\mathcal {A}})} juntament amb una mesura definit en aquest espai.

## Exemples
- La tripleta {\displaystyle \scriptstyle (\mathbb {R} ,{\mathcal {B}},\lambda )} on {\displaystyle \scriptstyle \mathbb {R} } és el conjunt dels nombres reals, {\displaystyle \scriptstyle {\mathcal {B}}} la σ-àlgebra boreliana i {\displaystyle \lambda } la mesura de Lebesgue basada en la longitud dels intervals, constitueixen un espai de mesura.
- Un espai probabilístic és un cas particular d'espai de mesura, on el conjunt de referència té mesura 1, i els conjunts mesurables, anomenats esdeveniments, tenen una mesura o "mida" finita, donada per la seva probabilitat.

## Classes importants d'espais de mesura
Les classes més importants d'espais de mesura són definides per les propietats de les seves mesures associades. Això inclou
- Els espais de probabilitat, espais de mesura on la mesura és una mesura de probabilitat[2]
- Espais de mesura finita, on la mesura és una mesura finita[4]
- Espais de mesura {\displaystyle \sigma }-finita, on la mesura és una mesura {\displaystyle \sigma }-finita[4]

Una altra classe d'espais de mesura són els espais de mesura completa.